# Lionel Sanders
Lionel Sanders (* 22. Februar 1988 in Harrow) ist ein kanadischer Triathlet. Er ist mehrfacher Ironman-Sieger (2014–2017), ITU-Weltmeister auf der Triathlon-Langdistanz (2017), Zweiter des Ironman Hawaii (2017) und wird in der Bestenliste der Triathleten auf der Ironman-Distanz geführt.

## Werdegang
Nach einer schwierigen Jugendzeit, in der er mit Drogen zu kämpfen hatte, beschloss Lionel Sanders im Jahr 2009, sein Leben zu ändern. Er setzte sich das Ziel, bei einem Ironman-Rennen (3,86 km Schwimmen, 180,2 km Radfahren und 42,195 km Laufen) zu starten und beendete im August 2010 erfolgreich den Ironman Louisville.
Im Mai 2011 startete er bei der Duathlon-Weltmeisterschaft und belegte in Spanien den 27. Rang.
Nach einigen Siegen auf der Triathlon-Mitteldistanz im Jahr 2014 zählte er mit zum Favoritenkreis bei der Weltmeisterschaft und er belegte im September den vierten Rang.

### Ironman-Sieg 2014
Im November 2014 ging er bei seinem zweiten Start auf der Ironman-Distanz beim Ironman Florida erstmals als Profi an den Start und der laufstarke Sanders konnte das Rennen, das witterungsbedingt ohne die Schwimmdistanz ausgetragen werden musste, mit einer Marathonzeit von 2:44:12 h gewinnen. Im November 2015 erzielte er beim Ironman Arizona seinen zweiten Ironman-Sieg und mit 7:58:22 h eine persönliche Bestzeit auf der Langdistanz.

### Weltbestzeit in einem Ironman-Rennen 2016
Beim Ironman Arizona erzielte Lionel Sanders im November 2016 mit seiner Siegerzeit von 7:44:29 h einen neuen Streckenrekord und die schnellste je bei einem Ironman-Rennen erzielte Zeit. Diese Zeit wurde im Mai 2017 vom Briten Tim Don beim Ironman Brasil unterboten.
Im April 2017 konnte er in Kalifornien seinen Titel aus dem Vorjahr erfolgreich verteidigen und seinen 15. Sieg bei einem Ironman-70.3-Rennen erzielen.

### Weltmeister Triathlon-Langdistanz 2017
Im August 2017 holte er sich den Titel bei der ITU Weltmeisterschaft auf der Triathlon-Langdistanz. Im Oktober wurde er bei seinem dritten Start auf Hawaii Zweiter, nachdem er – lange Zeit in Führung liegend – wenige Kilometer vor dem Ziel vom späteren Sieger Patrick Lange überholt worden war.
Im Dezember 2019 sorgte er bei der Challenge Daytona mit  Paula Findlay bei den Frauen für einen kanadischen Doppelerfolg. Im März 2021 wurde er Zweiter bei der Challenge Miami (1,5 km Schwimmen, 60,3 km Radfahren und 16,9 km Laufen) hinter dem Deutschen Jan Frodeno.
Am 18. Juli 2021 trat Sanders im „Tri Battle Royale“ bei Immenstadt im Allgäu auf der Langdistanz im Eins-gegen-Eins-Duell gegen Jan Frodeno an und beendete das Rennen als Zweiter in persönlicher Bestzeit nach 7:43:28 Stunden.
Lionel Sanders startet im August 2021 für das im Collins Cup der Professional Triathletes Organisation zusammengestellte Team International – zusammen mit Teresa Adam, Jeanni Metzler, Paula Findlay, Carrie Lester, Sarah Crowley, Ellie Salthouse, Braden Currie, Sam Appleton, Max Neumann, Kyle Smith und Jackson Laundry.
Er wird seit 2022 trainiert von Mikal Iden, dem Bruder des norwegischen Triathleten Gustav Iden.
Im Mai 2022 wurde er Zweiter bei den erstmals außerhalb von Hawaii ausgetragenen und vom Oktober 2021 verschobenen Ironman World Championships.
Im Juli 2024 holte sich Sanders in Lake Placid bei seiner Rückkehr auf die Langdistanz mit dem dritten Rang im Ironman USA einen Startplatz für die Ironman-WM im Oktober auf Hawaii.
Im April 2025 holte er sich im Ironman 70.3 Oceanside den vierten Sieg in Kalifornien und damit seine 30. Goldmedaille in einem Ironman-70.3.Rennen. Im Mai konnte der 37-Jährige auch zum vierten Mal den Ironman 70.3 St. George gewinnen.

## Auszeichnungen
- Lionel Sanders wurde im Rahmen des PTO Collins Cup 2021 zusammen mit Holly Lawrence mit dem Julie Moss Award ausgezeichnet.

## Sportliche Erfolge
| Datum/Jahr    | Platz | Wettbewerb                                                    | Austragungsort   | Zeit     | Bemerkung                                                                         |
| ------------- | ----- | ------------------------------------------------------------- | ---------------- | -------- | --------------------------------------------------------------------------------- |
| 10. Mai 2025  | 1     | Ironman 70.3 St. George                                       | St. George       | 03:37:54 | US-Championships                                                                  |
| 5. Apr. 2025  | 1     | Ironman 70.3 Oceanside                                        | Oceanside        | 03:47:01 | vierter Sieg in Kalifornien                                                       |
| 23. Juni 2024 | 1     | Ironman 70.3 Mont-Tremblant                                   | Mont-Tremblant   | 03:35:11 |                                                                                   |
| 6. Apr. 2024  | 1     | Ironman 70.3 Oceanside                                        | Oceanside        | 03:46:24 |                                                                                   |
| 24. Sep. 2023 | 3     | Ironman 70.3 Augusta                                          | Augusta          | 03:41:23 |                                                                                   |
| 4. Dez. 2022  | 4     | Ironman 70.3 Indian Wells-La Quinta                           | Indian Wells     | 03:45:16 |                                                                                   |
| 24. Juli 2022 | 7     | PTO Canadian Open                                             | Edmonton         | 03:15:49 |                                                                                   |
| 26. Juni 2022 | 1     | Ironman 70.3 Mont-Tremblant                                   | Mont-Tremblant   |          |                                                                                   |
| 2. Apr. 2022  | 2     | Ironman 70.3 California                                       | Oceanside        | 03:45:33 |                                                                                   |
| 5. Dez. 2021  | 1     | Ironman 70.3 Indian Wells-La Quinta                           | Indian Wells     | 03:38:19 | Streckenrekord und persönliche Bestzeit auf der Mitteldistanz                     |
| 11. Apr. 2021 | 1     | Ironman 70.3 Texas                                            | Galveston Island | 03:42:20 |                                                                                   |
| 12. März 2021 | 2     | Challenge Miami                                               | Miami            | 02:40:28 | Zweiter hinter Jan Frodeno                                                        |
| 6. Dez. 2020  | 4     | PTO Professional Triathletes Organisation World Championships | Daytona Beach    | 03:06:16 |                                                                                   |
| 14. Dez. 2019 | 1     | Challenge Daytona                                             | Daytona Beach    | 02:23:02 |                                                                                   |
| 8. Dez. 2019  | 1     | Ironman 70.3 Indian Wells-La Quinta                           | Indian Wells     | 03:43:36 | Streckenrekord                                                                    |
| 3. Nov. 2019  | 1     | Ironman 70.3 Los Cabos                                        | Los Cabos        | 03:44:06 |                                                                                   |
| 29. Sep. 2019 | 1     | Ironman 70.3 Augusta                                          | Augusta          | 03:42:19 |                                                                                   |
| 9. Dez. 2018  | 1     | Ironman 70.3 Indian Wells-La Quinta                           | La Quinta        | 03:45:59 | Sieger der Erstaustragung                                                         |
| 24. Juni 2018 | 1     | Ironman 70.3 Mont-Tremblant                                   | Mont-Tremblant   | 03:40:58 | vierter Sieg in Folge                                                             |
| 3. Juni 2018  | 1     | Challenge – The Championship                                  | Šamorín          | 03:43:28 | Challenge World Championships                                                     |
| 5. Mai 2018   | 1     | Ironman 70.3 St. George                                       | St. George       | 03:41:11 | US-Championships                                                                  |
| 7. Apr. 2018  | 2     | Ironman 70.3 California                                       | Oceanside        | 03:48:58 |                                                                                   |
| 15. Jan. 2018 | 1     | Ironman 70.3 Pucón                                            | Pucón            | 03:48:44 | erfolgreiche Titelverteidigung mit neuem Streckenrekord                           |
| 25. Juni 2017 | 1     | Ironman 70.3 Mont-Tremblant                                   | Mont-Tremblant   | 03:46:04 | dritter Sieg in Folge                                                             |
| 3. Juni 2017  | 1     | Challenge – The Championship                                  | Šamorín          | 03:40:04 | Challenge World Championship                                                      |
| 6. Mai 2017   | 2     | Ironman 70.3 St. George                                       | St. George       | 03:42:31 | US-Championships                                                                  |
| 1. Apr. 2017  | 1     | Ironman 70.3 California                                       | Oceanside        | 03:50:04 | erfolgreiche Titelverteidigung                                                    |
| 12. März 2017 | 1     | Ironman 70.3 Buenos Aires                                     | Buenos Aires     | 03:42:47 |                                                                                   |
| 15. Jan. 2017 | 1     | Ironman 70.3 Pucón                                            | Pucón            | 04:00:07 |                                                                                   |
| 4. Sep. 2016  | 9     | Ironman 70.3 World Championships                              | Mooloolaba       | 03:47:14 |                                                                                   |
| 14. Aug. 2016 | 2     | Ironman 70.3 Germany                                          | Wiesbaden        | 04:00:23 | Ironman 70.3 European Championship – schnellster Halbmarathon mit 1:09:20 Stunden |
| 26. Juni 2016 | 1     | Ironman 70.3 Mont-Tremblant                                   | Mont-Tremblant   | 03:47:31 | erfolgreiche Titelverteidigung                                                    |
| 7. Mai 2016   | 1     | Ironman 70.3 St. George                                       | St. George       | 03:48:18 | US-Championships                                                                  |
| 10. Apr. 2016 | 1     | Ironman 70.3 Texas                                            | Galveston Island | 03:40:30 | erfolgreiche Titelverteidigung und neuer Streckenrekord                           |
| 2. Apr. 2016  | 1     | Ironman 70.3 California                                       | Oceanside        | 03:51:17 |                                                                                   |
| 31. Jan. 2016 | 1     | Ironman 70.3 Panama                                           | Panama City      | 03:38:52 |                                                                                   |
| 19. Juli 2015 | 1     | Ironman 70.3 Racine                                           | Racine           | 03:49:41 |                                                                                   |
| 5. Juli 2015  | 1     | Ironman 70.3 Muskoka                                          | Huntsville       | 04:02:52 |                                                                                   |
| 21. Juni 2015 | 1     | Ironman 70.3 Mont-Tremblant                                   | Mont-Tremblant   | 03:45:38 |                                                                                   |
| 26. Apr. 2015 | 1     | Ironman 70.3 Texas                                            | Galveston Island | 03:45:39 |                                                                                   |
| 28. März 2015 | 3     | Ironman 70.3 California                                       | Oceanside        | 03:49:19 |                                                                                   |
| 7. Sep. 2014  | 4     | Ironman 70.3 World Championships                              | Mont-Tremblant   | 03:46:03 |                                                                                   |
| 10. Aug. 2014 | 1     | Ironman 70.3 Steelhead                                        | Benton Harbor    | 03:46:13 | [ 18 ]                                                                            |
| 20. Juli 2014 | 1     | Ironman 70.3 Racine                                           | Racine           | 03:45:55 |                                                                                   |
| 12. Juli 2014 | 1     | Ironman 70.3 Muncie                                           | Muncie           | 03:42:48 |                                                                                   |
| 23. Juni 2014 | 2     | Ironman 70.3 Syracuse                                         | Syracuse         | 03:55:43 |                                                                                   |
| 1. Juni 2014  | 2     | Ironman 70.3 Raleigh                                          | Raleigh          | 03:52:47 | Zweiter hinter dem US-Amerikaner Matt Chrabot                                     |
| 8. Sep. 2013  | 1     | Ironman 70.3 Muskoka                                          | Huntsville       | 04:01:20 |                                                                                   |

| Datum/Jahr    | Platz | Wettbewerb                                      | Austragungsort | Zeit     | Bemerkung |
| ------------- | ----- | ----------------------------------------------- | -------------- | -------- | --- |
| 30. März 2025 |       | Ironman South Africa                            | Port Elizabeth |          | |
| 26. Okt. 2024 | 32    | Ironman Hawaii                                  | Hawaii         | 08:22:06 | |
| 25. Aug. 2024 | 1     | Ironman Canada                                  | Penticton      | 06:57:09 | Austragung ohne die Schwimmdistanz |
| 21. Juli 2024 | 3     | Ironman USA                                     | Lake Placid    | 08:05:39 | |
| 7. Mai 2022   | 2     | Ironman St. George                              | St. George     | 07:54:03 | Ironman World Championships 2021 |
| 6. Nov. 2021  | 2     | Ironman Florida                                 | Panama City    | 07:48:50 | hinter dem Norweger Gustav Iden |
| 22. Aug. 2021 | 2     | Ironman Copenhagen                              | Kopenhagen     | 07:49:24 | hinter Cameron Wurf |
| 18. Juli 2021 | 2     | Tri Battle Royale                               | Bühl am Alpsee | 07:43:32 | Eins-gegen-Eins-Duell gegen Jan Frodeno |

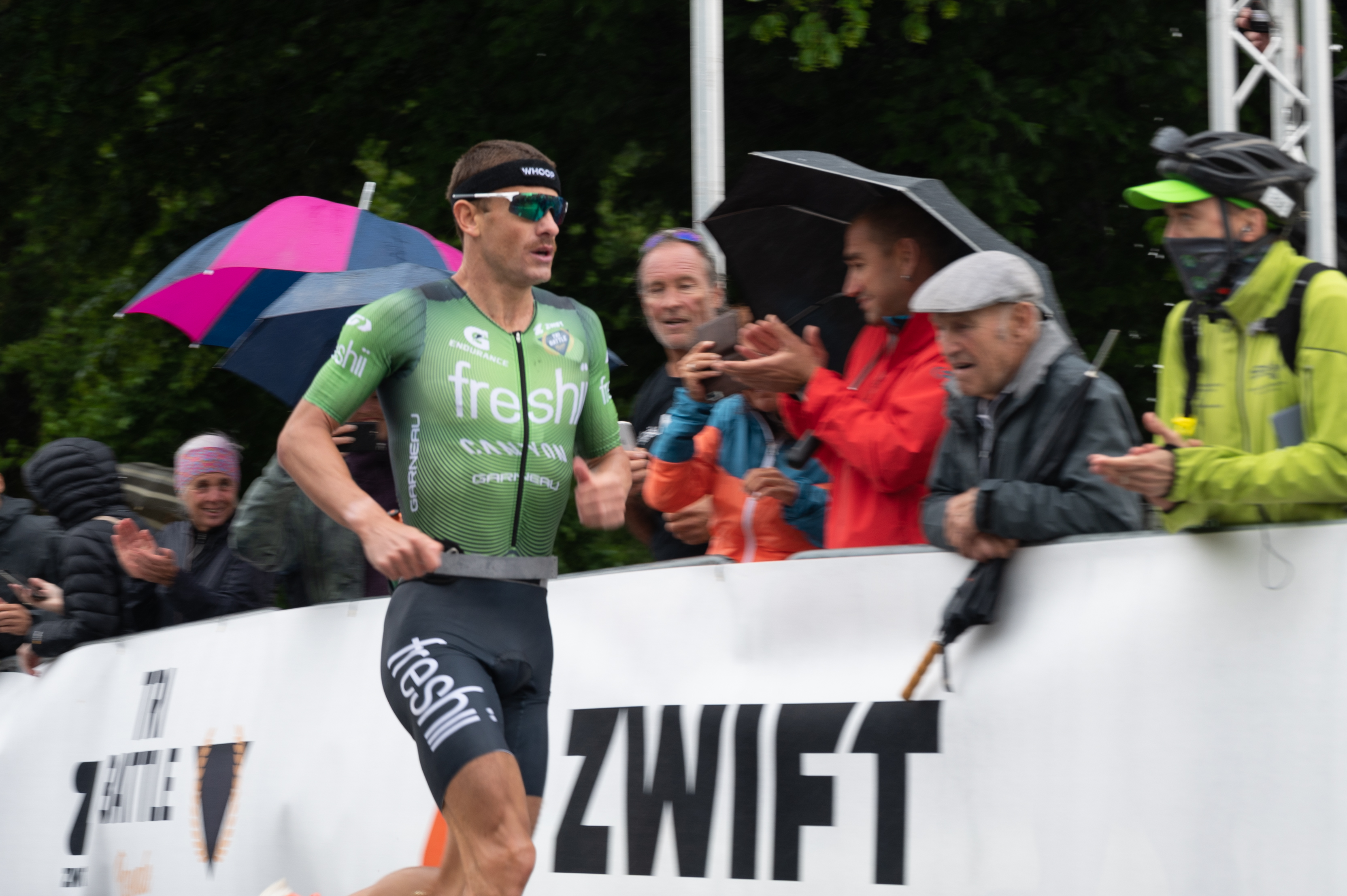
Lionel Sanders bei der Tri Battle Royale in Burgberg im Allgäu (2021)

| 27. Juni 2021 | 11    | Ironman Coeur d’Alene                           | Idaho          | 09:11:11 | Nach dem Radfahren noch in zweiter Position, Marathon in 3:53 h mit Magenproblemen                                                                                      |
| 12. Okt. 2019 | 22    | Ironman Hawaii                                  | Hawaii         | 08:25:54 | |
| 13. Okt. 2018 | 28    | Ironman Hawaii                                  | Hawaii         | 08:30:34 | |
| 19. Aug. 2018 | 2     | Ironman Mont-Tremblant                          | Québec         | 08:24:01 | |
| 19. Nov. 2017 | 1     | Ironman Arizona                                 | Tempe          | 07:54:10 | |
| 14. Okt. 2017 | 2     | Ironman Hawaii                                  | Hawaii         | 08:04:07 | dritter Start auf Hawaii |
| 27. Aug. 2017 | 1     | ITU Long Distance Triathlon World Championships | Penticton      | 05:20:36 | Weltmeister auf der Triathlon-Langdistanz (3 km Schwimmen, 120 km Radfahren und 30 km Laufen)                                                                           |
| 20. Nov. 2016 | 1     | Ironman Arizona                                 | Tempe          | 07:44:29 | schnellste je bei einem Ironman-Rennen erzielte Zeit |
| 8. Okt. 2016  | 29    | Ironman Hawaii                                  | Hawaii         | 08:44:49 | Ironman World Championship |
| 15. Nov. 2015 | 1     | Ironman Arizona                                 | Tempe          | 07:58:22 | zweiter Ironman-Sieg mit persönlicher Ironman-Bestzeit |
| 10. Okt. 2015 | 14    | Ironman Hawaii                                  | Hawaii         | 08:36:26 | Ironman World Championship |
| 16. Aug. 2015 | 5     | Ironman Mont-Tremblant                          | Québec         | 08:42:13 | |
| 16. Mai 2015  | 4     | Ironman Texas                                   | The Woodlands  | 08:24:54 | |
| 1. Nov. 2014  | 1     | Ironman Florida                                 | Panama City    | 06:58:46 | Sieger beim ersten Ironman-Start als Profi – mit über 19 min Vorsprung; 180 km Radfahren und 42,2 km Laufen; das Schwimmen musste wegen zu starkem Wind abgesagt werden |
| 29. Aug. 2010 | 48    | Ironman Louisville                              | Louisville     | 10:14:31 | erster Start auf der Ironman-Distanz |

| Datum/Jahr   | Rang | Wettbewerb                                      | Austragungsort | Zeit     | Bemerkung |
| ------------ | ---- | ----------------------------------------------- | -------------- | -------- | --------- |
| 16. Mai 2011 | 27   | ITU Short Distance Duathlon World Championships | Gijón          | 01:59:22 |           |

(DNF – Did Not Finish)

## Privates
Lionel Sanders lebt mit seiner Partnerin  in Hamilton (Ontario).